# Sant Esteve de Granollers de la Plana
Sant Esteve de Granollers de la Plana és una església parroquial romànica de Granollers de la Plana, al municipi de Gurb (Osona), inclosa a l'Inventari del Patrimoni Arquitectònic de Catalunya. S'aixeca sobre un petit puig al mateix peu de la carretera de Vic a Manlleu.
L'interior ha estat restaurat recentment. Sota l'altar major hi ha la sagristia, en un indret que ha de correspondre a una antiga cripta, amb finestres a la part baixa de l'absis. Té l'afegitó d'una gran capella del Santíssim, moderna, i també una capella del Roser, a la part sud, sota la qual hi ha el panteó de la família Abadal del Pradell, on hi ha enterrat l'historiador català Ramon d'Abadal i de Vinyals

## Descripció

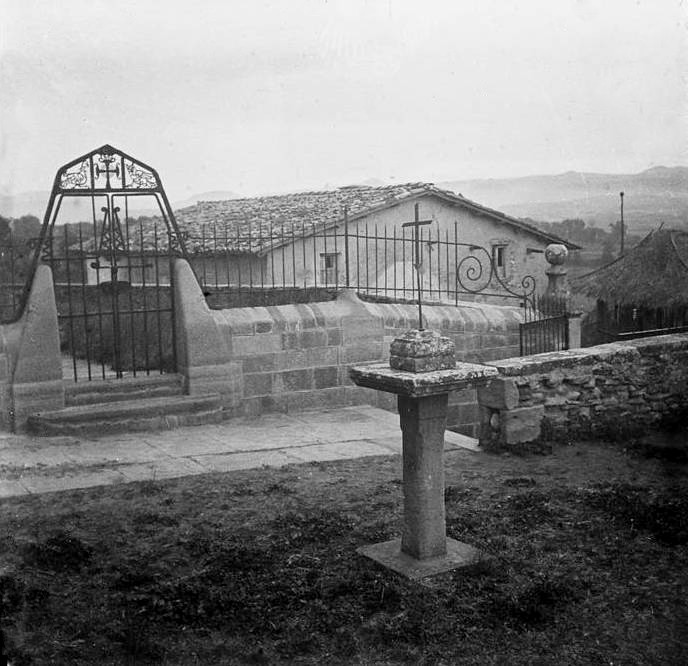
Creu i fossar davant de l'església. Any 1916.

Sant Esteve de Granollers de la Plana es troba dalt d'un turonet acompanyada de tres edificacions. L'edifici romànic d'una nau, coberta amb volta de canó reforçada per dos arcs torals, i absis semicircular s'ha vist molt transformat per les modificacions i afegits de que va ser objecte posteriorment. És possible que la capçalera fos originalment trilobulada i que les absidioles laterals fossin substituïdes per les capelles actuals. L'absis central presenta a l'interior decoració de cinc nínxols semicirculars oberts al gruix del mur, tipologia que correspon a esglésies de capçalera trilobulada. A l'exterior mostra decoració d'arcuacions entre lesenes que emmarquen finestres cegades, sota un fris de dents de serra. A la part superior dels murs de tramuntana i de migdia perviuen trams d'ornamentació de tipus llombard entre les construccions modernes. L'absis té tres finestres de doble esqueixada que es corresponen a amb tres finestres més petites situades al nivell del sòl. Aquestes últimes corresponen a una cripta, que fa de sagristia, que té la mateixa planta de l'absis i a la qual s'hi accedeix per una escala ran de mur dins del mateix absis. A partir del segle xvii s'hi afegiren capelles la laterals que han desfigurat l'estructura original. Tot l'interior ha estat reformat en estil neoclàssic i l'absis mostra pintures murals modernes. L'accés es manté per la façana de migjorn però la portalada ha estat substituïda per una de neoclàssica. La façana de ponent també ha sofert transformacions i té adossat el campanar de torre de planta quadrada barroc coronat per una balustrada.
Al Museu Episcopal de Vic es conserven dos petits fragment de la pintura mural del segle xiii que decorava l'absis.

## Història

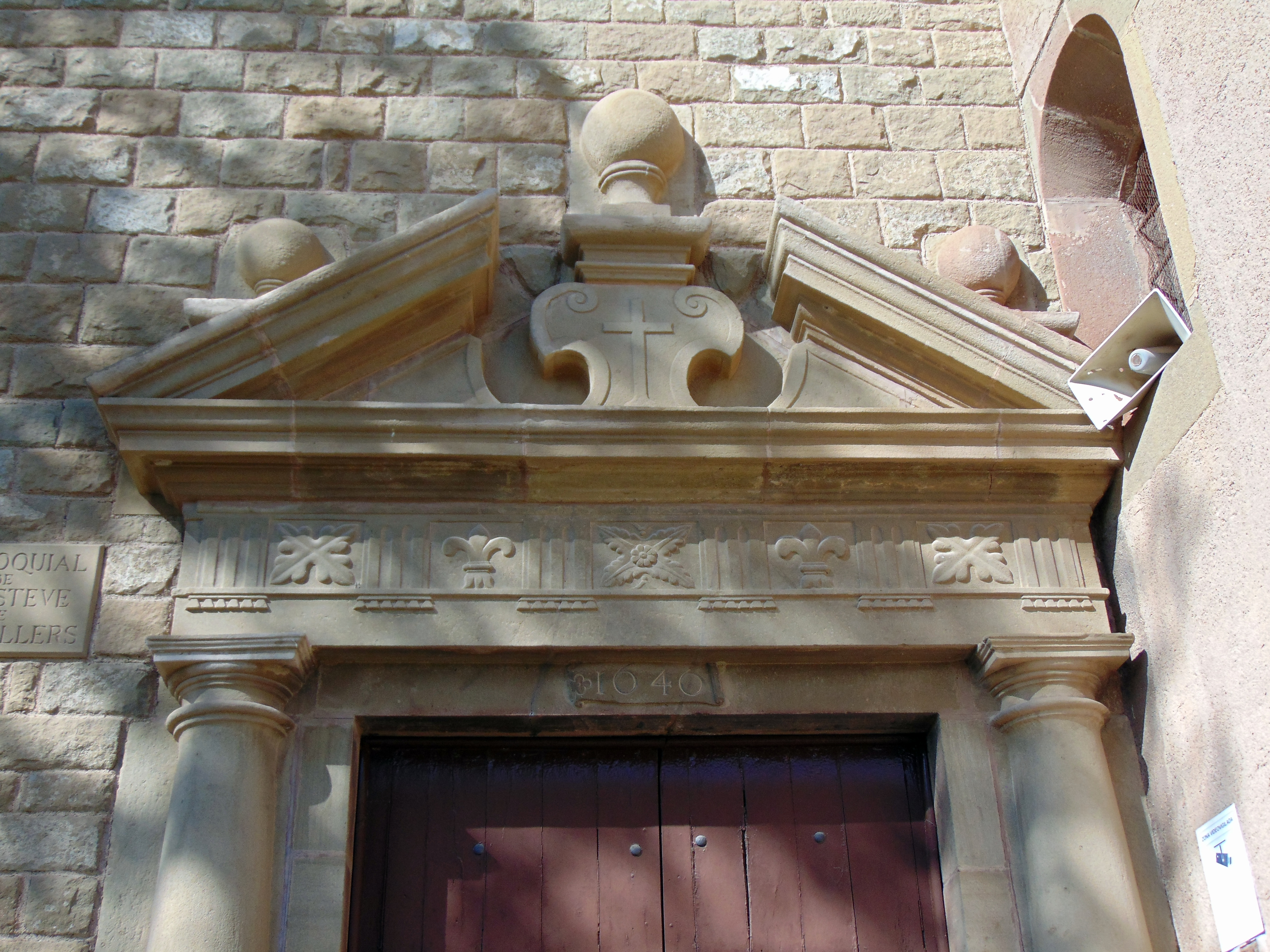
Detall de la porta d'entrada

La parròquia està documentada des del 903, però fou consagrada el 1080 o el 1088, segons la font. L'edifici actual és d'estil romànic, remarcable pel seu absis llombard.